# Saint-Aignan (Gironde)
Saint-Aignan is een gemeente in het Franse departement Gironde (regio Nouvelle-Aquitaine) en telt 252 inwoners (1999). De plaats maakt deel uit van het arrondissement Libourne.

## Geografie
De oppervlakte van Saint-Aignan bedraagt 2,8 km², de bevolkingsdichtheid is 90,0 inwoners per km².
De onderstaande kaart toont de ligging van Saint-Aignan (Gironde) met de belangrijkste infrastructuur en aangrenzende gemeenten.

## Demografie
Onderstaande figuur toont het verloop van het inwonertal (bron: INSEE-tellingen).